# Fritz Schawaller
Ferdinand Louis Fritz Schawaller (ur. 15 grudnia 1860 w Birkenfelde, pow. Pillkallen, zm. 17 stycznia 1923 roku w Tylży) – niemiecki pastor ewangelicki, superintendent w Braniewie i w Tylży, budowniczy, pisarz, dramaturg.

## Życiorys

### Pochodzenie, dzieciństwo i czas studiów

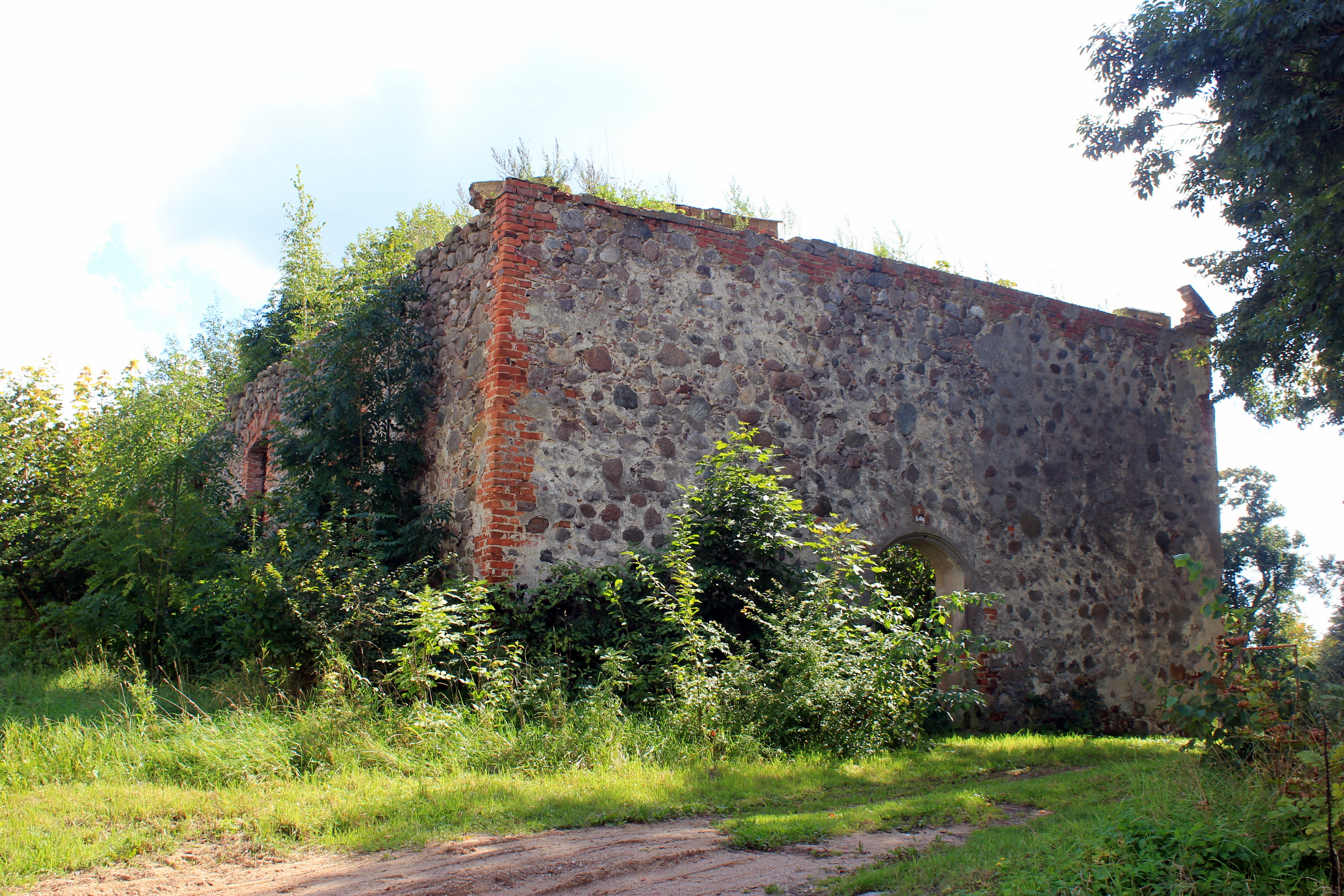
Miejsce chrztu, kościół w Kussen (Vesnowo), ruiny, rok 2016

Pochodził z rodziny emigrantów francuskich (lub szwajcarskich), których sprowadzał król Prus po epidemii dżumy na początku XVIII wieku. Jego ojciec Carl Otto Schawaller był posiadaczem ziemskim w Birkenfelde (współcześnie nieistniejąca miejscowość w powiecie Pillkallen, teraz Dobrowolsk, w obwodzie królewieckim przy granicy z Litwą). Jego matka Elise Jenny Borthowick (ur. 1832 w Królewcu) była córką szkockiego kupca Bruce'a Borthwicka, który w 1829 poślubił w Królewcu Emilie z domu Balk. Po sprzedaży majątku Birkenfelde rodzina Carla Schawallera przeprowadza się najpierw do Pillkallen, a w 1883 (1885) do Olsztynka, gdzie Carl otrzymał stanowisko rendanta (urzędnika skarbowego), by po dwóch latach zostać wybranym na urząd burmistrza, który to urząd sprawował do śmierci w 1901 roku.
Fritz Schawaller urodził się 15 grudnia 1860 roku. Był pierwszym dzieckiem w rodzinie, miał czwórkę młodszego rodzeństwa – trzech braci: Otto (1861–1897, dr medycyny, prowadził praktykę lekarską w Olsztynku), Kurt (1863–1917, jako dowódca batalionu poległ w I wojnie światowej), Julius Leo (ur. 1864, ożenił się z córką właściciela karczmy w Królewcu) oraz siostrę Gertrud (1872–1908), która nie była już ochrzczona w Birkenfelde. Rodzina zatem w tym czasie przeprowadziła się już prawdopodobnie do Pillkallen. Fritz został ochrzczony 12 lutego 1861 w kościele ewangelickim w Kussen (dziś wieś Wiesnowo), gdyż Birkenfelde w tamtym czasie należało jeszcze do parafii w Kussen, a dopiero w 1901 przeszło do parafii Groß Schorellen w rejonie krasnoznamieńskim.

### Okres nauki, święcenia, pierwsza parafia
Nauki pobierał najpierw w gimnazjum w Ełku (teraz Liceum Ogólnokształcące im. Stefana Żeromskiego), maturę uzyskał, tak jak jego brat, w gimnazjum w Olsztynie. W latach 1879–1882 studiował teologię na Uniwersytecie w Królewcu. Po ukończeniu studiów, w 1882, otrzymał posadę czasowo pełniącego obowiązki dyrektora oraz pierwszego nauczyciela w Darkiejmach (teraz Oziorsk).
17 października 1884 wstąpił w związek małżeński z Julie Elise z Darkiejm. W tym samym roku rozpoczął pracę w ewangelickim Seminarium Nauczycielskim w Karalene koło Wystruci (Czerniachowsk). W październiku 1885 urodził się ich pierwszy syn Kurt, w tym samym roku Schawaller zdał egzamin dyrektorski (Rektoratsprüfung). Po nim otrzymał decyzję o przyznaniu pełnych uprawnień do pełnienia funkcji nauczyciela w seminarium nauczycielskim.
11 kwietnia 1886 roku Fritz Schawaller otrzymał z rąk generalnego superintendenta Prus Wschodnich (odpowiednik biskupa katolickiego) D. Carusa święcenia pastora ewangelickiego w kościele zamkowym w Królewcu. Już 21 kwietnia tego roku został mianowany proboszczem w parafii w Obehlischken w diecezji Wystruć. Dzięki temu że podczas studiów w Królewcu ukończył kursy języka litewskiego, mógł podjąć posługę w gminie posługującej się tym językiem. W tym okresie posługi jako młody proboszcz pisze i publikuje swoje pierwsze utwory literackie.

### Posługa w Braniewie (1888–1910)

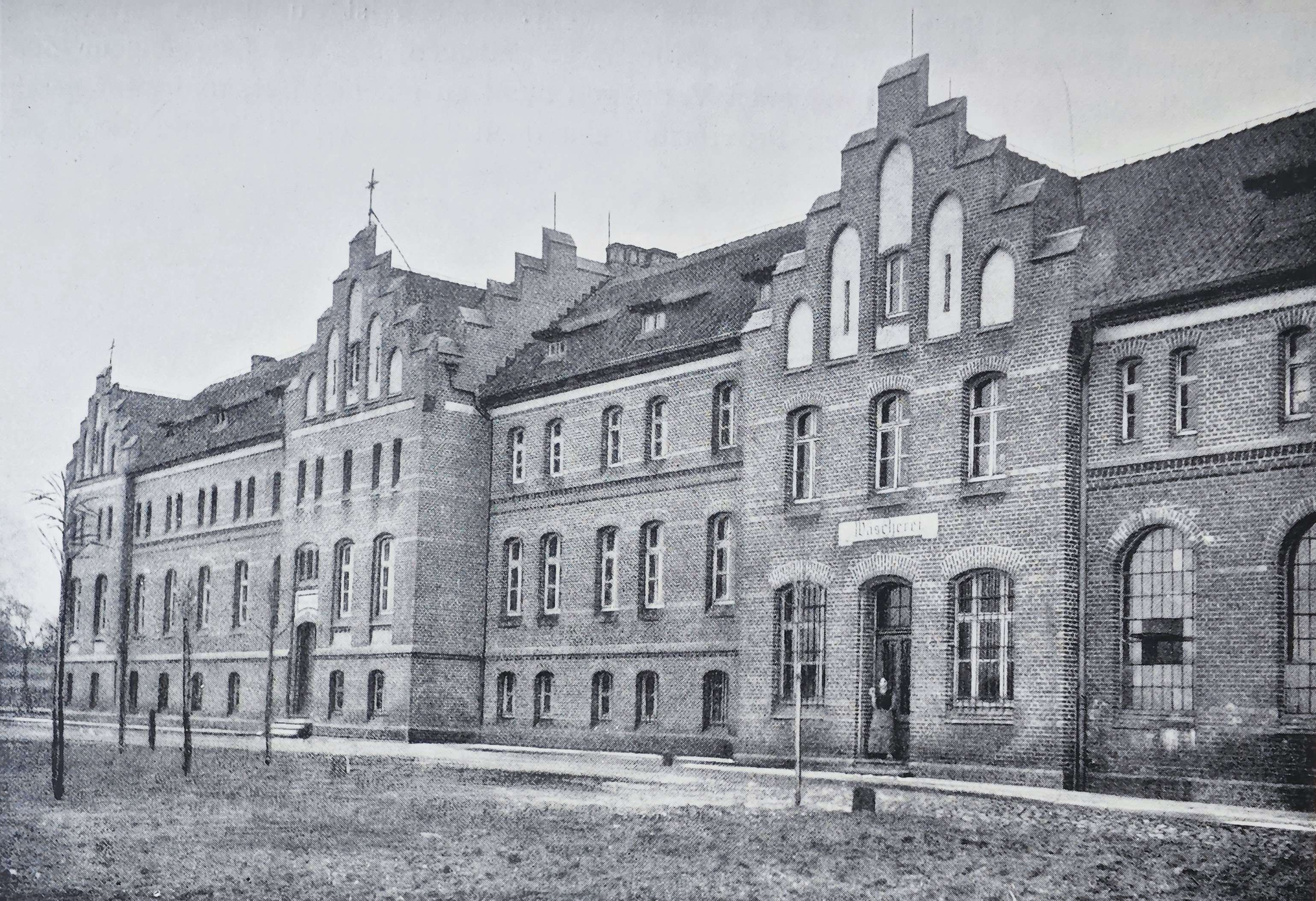
Fundacja św. Magdaleny w Braniewie, utworzona przez superintendenta Schawallera (1912)

14 grudnia 1888 roku otrzymał zawiadomienie o wyborze na urząd proboszcza parafii ewangelickiej w Braniewie. Został wybrany przez tamtejszą wspólnotę ewangelicką, ażeby jako już doświadczony duszpasterz zaprowadzić spokój po usuniętym poprzednim proboszczu Johannesie Löfflad, który za zbyt radykalne wypowiedzi został przeniesiony przez Ewangelicką Naczelną Radę Kościelną do Saksonii. Już w Braniewie przychodzi na świat jego drugi syn, ochrzczony, tak jak ojciec, imieniem Fritz. W 1892 przychodzi na świat trzeci syn Paul. Ponieważ w parafii odczuwalny był brak domu parafialnego czy jakiegokolwiek pomieszczenia reprezentacyjnego do zebrań i uroczystości, proboszcz Schawaller w 1894 (lub 1891) zakupuje od bractwa kurkowego w Braniewie ich stary dom (Schützenhaus) oraz sąsiedni dom wraz z ogrodem przy Königsberger Straße 33–35 (ul. Królewiecka), aby zaadaptować posiadłość na dom parafialny wspólnoty i stowarzyszeń ewangelickich. W tym samym roku przychodzi na świat jego czwarty syn Hans.

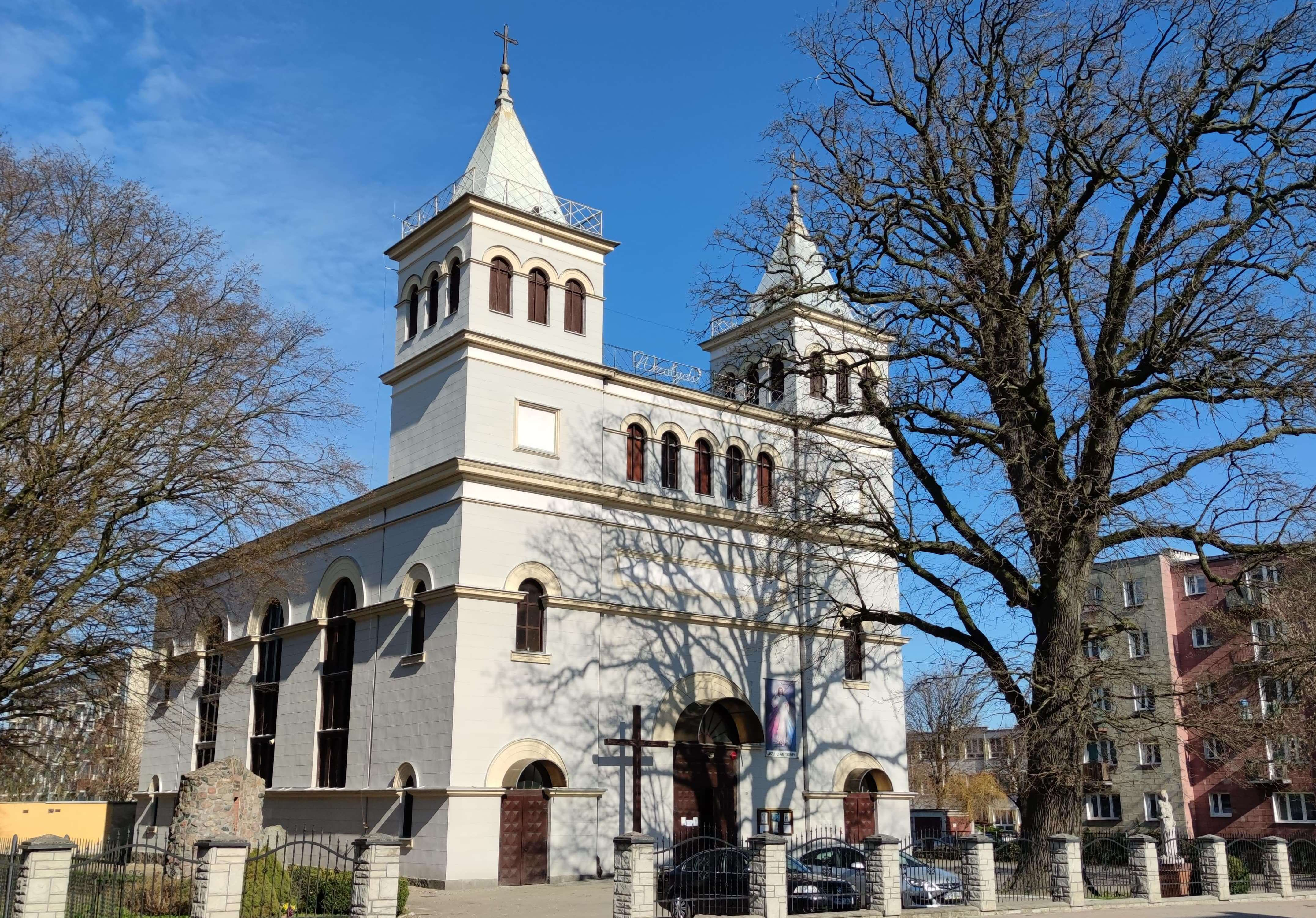
Przez 22 lata (1888–1910) Schawaller posługiwał w tym kościele w Braniewie

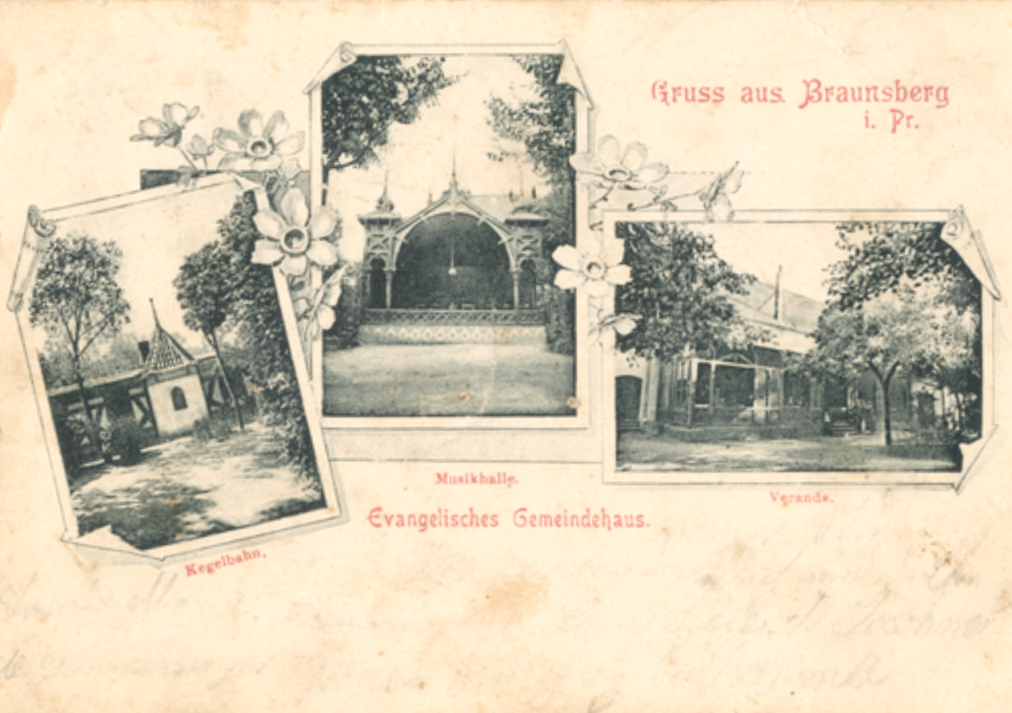
Dom ewangelicki w czasach pastora: scena muzyczna, kręgielnia i taras (1907)

Dzięki jego nieustającemu i niezmordowanemu zaangażowaniu, zarówno w pracy na rzecz wspólnoty ewangelickiej, jak również przygotowywaniu kazań oraz pracy literackiej, proboszcz Schawaller szybko zyskuje szacunek i uznanie nie tylko wspólnoty lokalnej, ale również konsystorza Kościoła ewangelickiego. W dniu 14 kwietnia 1895 konsystorz mianuje proboszcza Schawallera na superintentenda diecezji warmińskiej. Tym samym Schawaller staje się jednym z najmłodszych superintendentów w całych Prusach Wschodnich. Łączy teraz te dwa stanowiska i zaskarbia sobie przychylność społeczeństwa, mimo że na Warmii społeczeństwo jest w przeważającej większości katolickie.
W następnym roku, 11 listopada 1896, przychodzi na świat jego czwarte dziecko, córka Louise. Po tych narodzinach następuje życiu pastora cały ciąg tragicznych zdarzeń. 25 listopada umiera jego najmłodszy syn Hans, 3 grudnia umiera jego kolejny syn Kurt, w następnych dniach dwóch jego pozostałych synów, Fritz i Paul, i jego ukochana żona Elise w dniu 11 grudnia 1896 roku. W niecały miesiąc traci 5 bliskich osób, pozostaje mu jedynie córeczka Louise, która nie ma nawet miesiąca.
Od 20 grudnia rozpoczyna ponownie odprawianie dla wiernych nabożeństw w kościele w Braniewie. Wówczas to, w czwartą niedzielę Adwentu, wygłasza płomienne kazanie Der Herr ist nahe (Pan jest blisko), które doczekało się wielu wydań drukowanych. Blisko 50 lat później, w 1945, podczas okrutnego exodusu ludności niemieckiej przez lody Zalewu z Prus Wschodnich, druk tejże homilii dodawał wygnańcom otuchy i nadziei.
W 1896 dzięki staraniom superintendenta Schawallera w Braniewie zostaje utworzone jedno z pierwszych schronisk młodzieżowych w Prusach Wschodnich, które należało do Niemieckiego Związku Schronisk (Deutscher Herbergsverein). W 1899 Schawaller doprowadza do powstania nowego szpitala oraz domu dla sierot przy Królewieckiej 35, co wymagało nakładu finansowego wielkości 70 000 marek. W tym czasie powstają jego kolejne dzieła literackie Die Herrlichkeit der evangelischen Kirche oraz Ein Vaterunser an den Gräbern, w których ukazana jest jego mocna i głęboka wiara.
Schawaller podejmuje też aktywne działania na rzecz innych parafii ewangelickich, np. w 1897 przeznacza 2 tys. marek na rzecz budowy kościoła w Rogiedlach.
W roku 1900 na 53. zjeździe Stowarzyszenia Ewangelickiego im. Gustava-Adolfa w Królewcu zostaje wystawiona jego sztuka teatralna Die evangelischen Salzburger. Na głównym zebraniu powierzone zostaje mu również wygłoszenie kazania. W zjeździe bierze udział również pastor ewangelicki dr Franz Herfurth ze swoją córką Mathilde z Kronstadt (pol. Braszów) w Siedmiogrodzie. Wkrótce mają miejsce zaręczyny z 18-letnią, młodą, piękną, a przy tym inteligentną pastorówną Mathilde, a w lutym 1901 odbywa się w Kronstadt w średniowiecznym Czarnym Kościele ich ślub, który staje się świętem miejskim. Po powrocie do Braniewa Mathilde bierze w opiekę 4-letnią córkę Fritza Schawallera z pierwszego małżeństwa, Louise. Wkrótce na świat przychodzi ich wspólne potomstwo: córka Hilde (1901) i syn Franz-Otto (1903).
W 1905 Fritz Schawaller podejmuje się kolejnego potężnego przedsięwzięcia dobroczynnego, zakupując na obrzeżach Braniewa, w dzielnicy Koźlin przy Teichstraße, ziemię pod zabudowę. W kolejnych latach (1906/1907) doprowadził do wybudowania na niej Fundacji św. Magdaleny (Magdalenenstift) dla dziewcząt po przejściach i zawirowaniach życiowych, którym starano się w fundacji pomóc powrócić do normalnego życia.

### Posługa w Tylży (1910–1923)

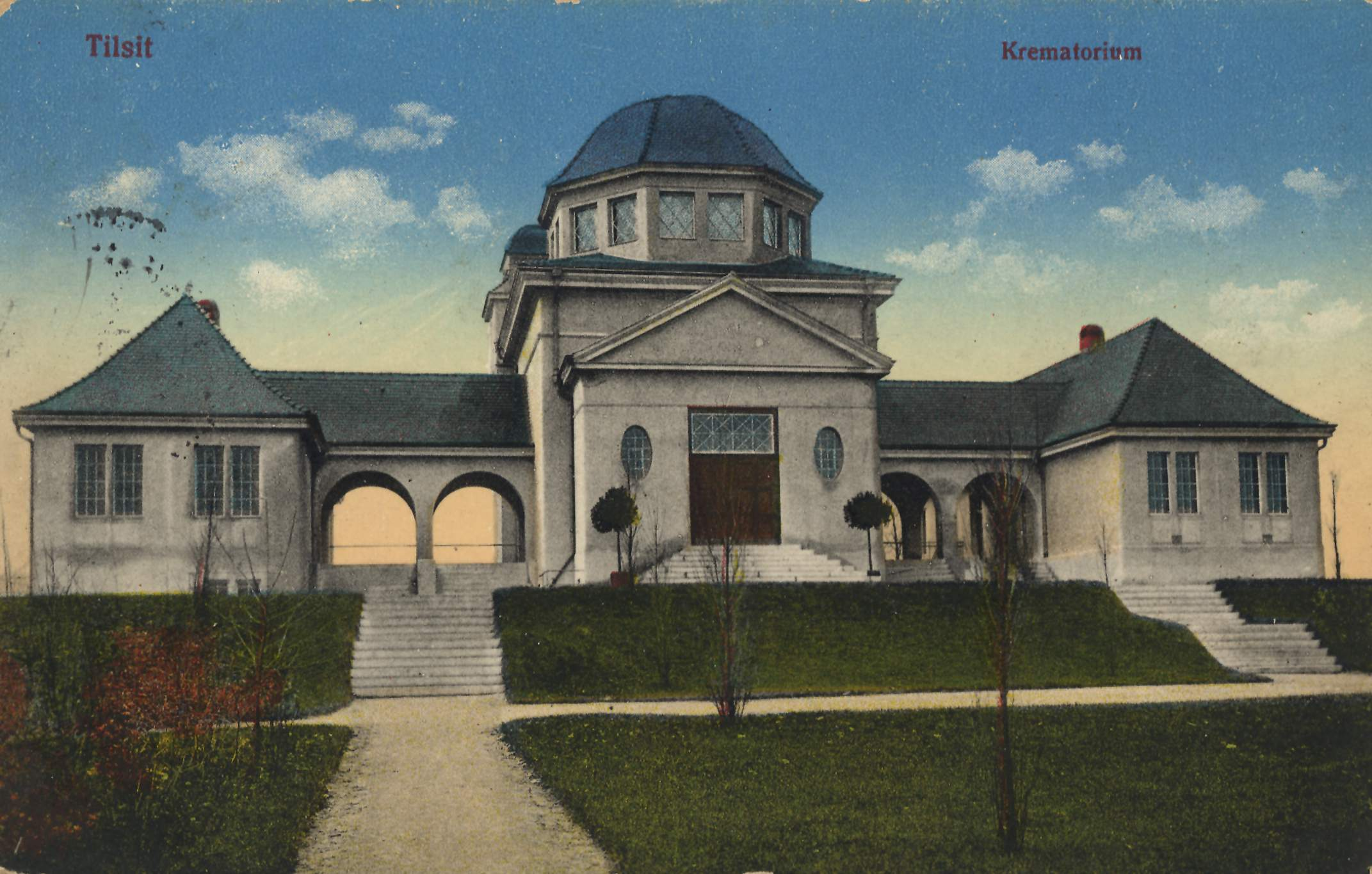
Krematorium w Tylży, wzniesione w 1913

22 grudnia 1910 otwiera się przed pastorem nowa perspektywa – możliwość objęcia superintendentury Tylży (teraz Sowieck), gdzie wśród litewskich mieszkańców palący pozostaje problem braku znajomości ich języka przez kapłanów. Konsystorz stawia Schawallerowi już na początku warunek – przemowa powitalna do wiernych musi zostać wygłoszona w języku litewskim. 16 grudnia następuje mianowanie Schawallera superintendentem diecezji w Tylży. Nabożeństwa w kościele odprawia w 2 językach – w języku niemieckim oraz litewskim, którym operuje wprawdzie w nie najlepszym stopniu, ale zna go jeszcze z czasów studiów w Królewcu. Korespondencję prowadzi również w języku francuskim. Na ulicy jest rozpoznawany jako budząca respekt, dostojna persona w czarnym płaszczu i kapeluszu. Również w pracy wśród jego współpracowników i przełożonych cieszy się respektem i poważaniem. Z miejsca zabiera się do pracy. Już wkrótce, w latach 1912–1913, następuje odrestaurowanie kościoła ewangelickiego (niemieckiego) oraz otwarcie na cmentarzu ewangelickim nowego krematorium. W czasie I wojny światowej, pomimo okupacji wojsk rosyjskich, Schawaller pozostaje przez cały czas w Tylży, starając się o utrzymanie spokoju w mieście, podobnie zresztą jak pozostali duchowni oraz burmistrz Eldor Pohl.
Czas pracy w Tylży jest również bardzo wyczerpujący dla żony pastora, która oprócz poświęcenia trójce dzieci udziela się społecznie w działalności na rzecz dziewcząt, a działalność ta wybiega poza granice diecezji. W domu pastor wychowuje dzieci w ostrym rygorze, natomiast Mathilde stara się tworzyć matczyną miłością przeciwwagę dla surowego ojca.
W 1920 w nieszczęśliwym wypadku ginie ich 19-letnia córka Hilde. 17 stycznia 1923 umiera pastor Schawaller. Pastorowa Mathilde nadal prowadzi działalność społeczną, a kontakty z członkami stowarzyszenia Mädchenverein utrzymuje jeszcze długo po ewakuacji z Prus Wschodnich i zakończeniu wojny (umiera w 1963).
Za szeroko prowadzoną działalność dobroczynną w Braniewie Fritz Schawaller został w 1905 odznaczony pruskim odznaczeniem – Orderem Orła Czerwonego IV klasy.

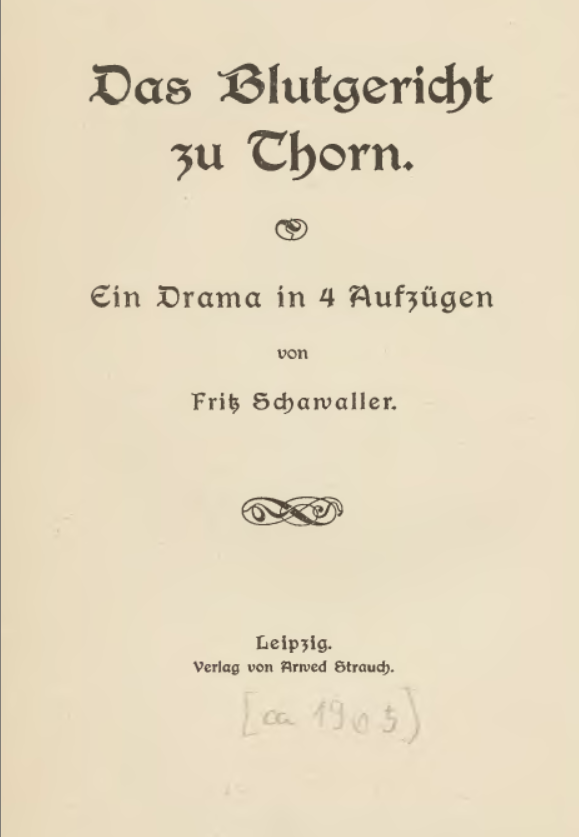
Das Blutgericht zu Thorn, strona tytułowa

## Publikacje
- Johann Georg Hamann als Pädagoge, Darkehmen 1886; 2. wyd. Königsberg 1887 (32 strony)[9]
- Königin Luise (Ein Drama für die Volksbühne), Stuttgart 1891 (71 stron)[10]
- Der Herr ist nahe! Predigt über die Epistel des 4. Sonntages im Advent gehalten am 20. Dezember 1896, Braunsberg 1896 (10 stron, wyd. wielokrotnie wznawiane)[2]
- Jehu, Stuttgart 1899 (64 strony)[11]
- Die Herrlichkeit der evangelischen Kirche, Braunsberg, G. Riebensahm 1899 (116 stron)[11]
- Ein Vaterunser an den Gräbern[12]
- Die evangelischen Salzburger in Wort und Bild (Festspiel), Königsberg 1900 (48 stron)[13]
- Das Blutgericht zu Thorn. Ein Drama in 4 Aufzügen von Fritz Schawaller, Leipzig 1905 (80 stron)[1]